# الدياك

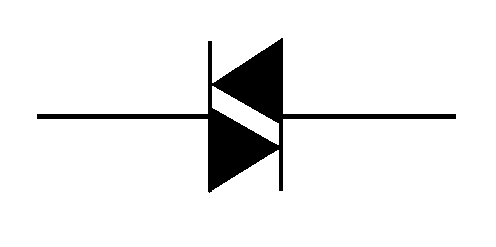
رمز الدياك (Diac)

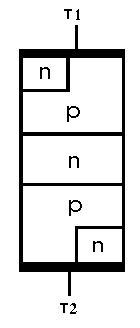
تكوينه الداخلي

الدياك أو الداياك (بالإنجليزية: Diode Alternating Current Switch)‏ وتعني مفتاح ثنائي للتيار المتناوب أي مفتاح باتجاهين يجمع المربط T1 الطبقتينP1،N1 ويجمع المربط T2 الطبقتين P2 ،N2، الدياك هو مكون إلكتروني يتألف من 8 طبقات نصف ناقلة لايوجد مصعد أو مهبط للدياك ولكن له مربطان T1 وT2، ولفهم عمل الدياك يمكن اعتباره وكأنه يتألف من ثنائي رباعي موصولين على التوازي المتعاكس.

## اصل التسمية
يطلق عليه اسم الداياك (بالانجليزي: diac) والتي اشتقت من دمج الحرفين الأولى من كلمة الدايود diode والحرفين ac اشارة للتيار المتناوب وتنتج بعض الشركات هذه القطعة بتغليف واحد يسمى الثايرستور ذو الجانبين (بالانجليزي: bilateral thyristor)

## الية العمل
يستطيع الثايرستور اداء عمله باتجاه واحد فقط وذلك عندما تكون فولتية المصعد موجبة بالنسبة للمهبط ولكن عند ربط ثايرستورين على التوازي وبصورة متعاكسة (توصيل مصعد الأول بمهبط الثاني وتوصيل مصعد الثاني بمهبط الأول) فان المجموعة الناتجة ستعمل في كلا الاتجاهين حيث ان أحد الثايرستورين سيكون منحاز اماميا عندما يكون الآخر منحاز عكسيا.

## مجال استخدامه

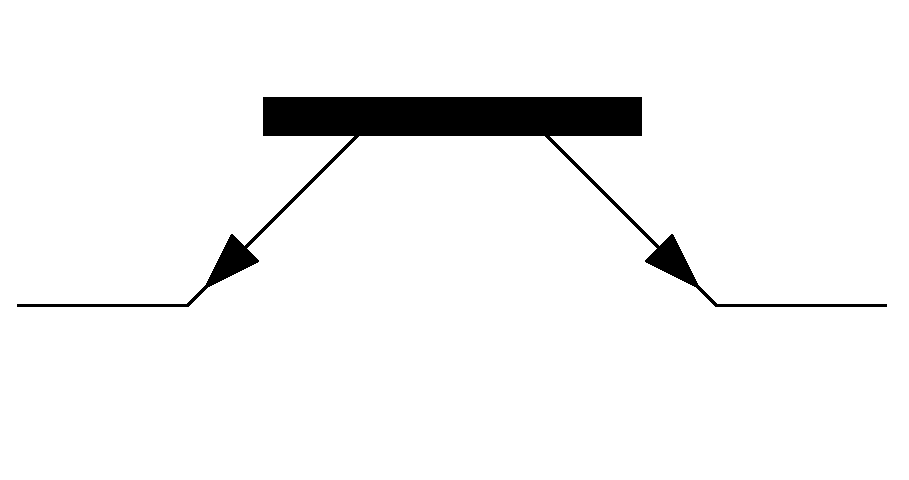

Typical DIAC voltage and current relationships. V_{BO} is the breakover voltage.

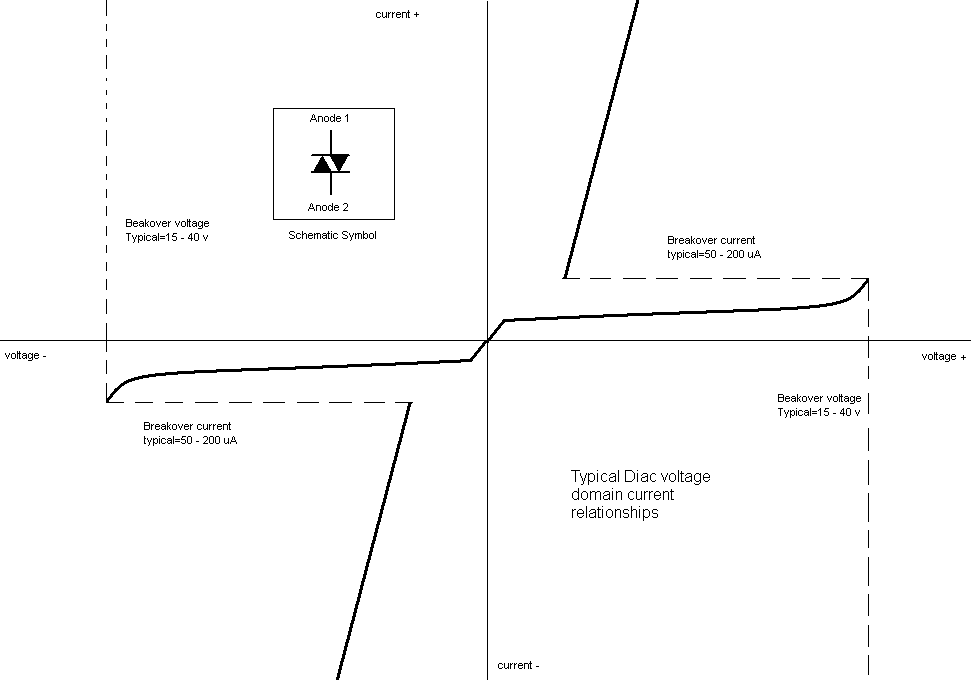
Idealized breakover diode voltage and current relationships. Once the voltage exceeds the turn-on threshold, the device turns on and the voltage rapidly falls while the current increases.

- يستخدم الدياك مفتاحا للتيار المتناوب ذا اتجاهين.
- يستخدم الدياك في دارات التحكم الإلكتروني كعنصر للتحكم في إقلاع الثايرستور والترياك.
- يستخدم في دارات توليد النبضات.
جدول قياس الدياك على مجال الأوم X10.
| القطب T1 | القطب T2 | ∞ |
| القطب T2 | القطب T1 | ∞ |